# Præfektur (Frankrig)
I Frankrig er en præfekt en højere statslig funktionær, som varetager visse vigtige administrative funktioner for staten på et lokalt niveau. Normalt er der en præfekt i hvert departement og hver region. En præfekt residerer i et præfektur, der fungerer som hoved by i enten et departement eller i en region og der vil ofte også være underpræfekter, der residerer i sub-præfekturer. Systemet blev indført den 17. februar 1800 af Napoleon Bonaparte, der på det tidspunkt var førstekonsul.

## Pligter
Medlemmerne af præfektkorpset skal overholde en vis neutralitet i forhold til den franske republik, og de skal håndhæve republikkens verdslighed og dens høje idealer, altså sørge for, at lovene bliver overholdt. De har forbud mod at være medlemmer af en fagforening og har ikke strejkeret. De er i realiteten og i højere grad end andre statsansatte garanter for statslig kontinuitet. Dette gælder især, hvad angår statens magtinstrumenter (politi, sikkerhedsorganisationer osv.).